# George Windle Read junior

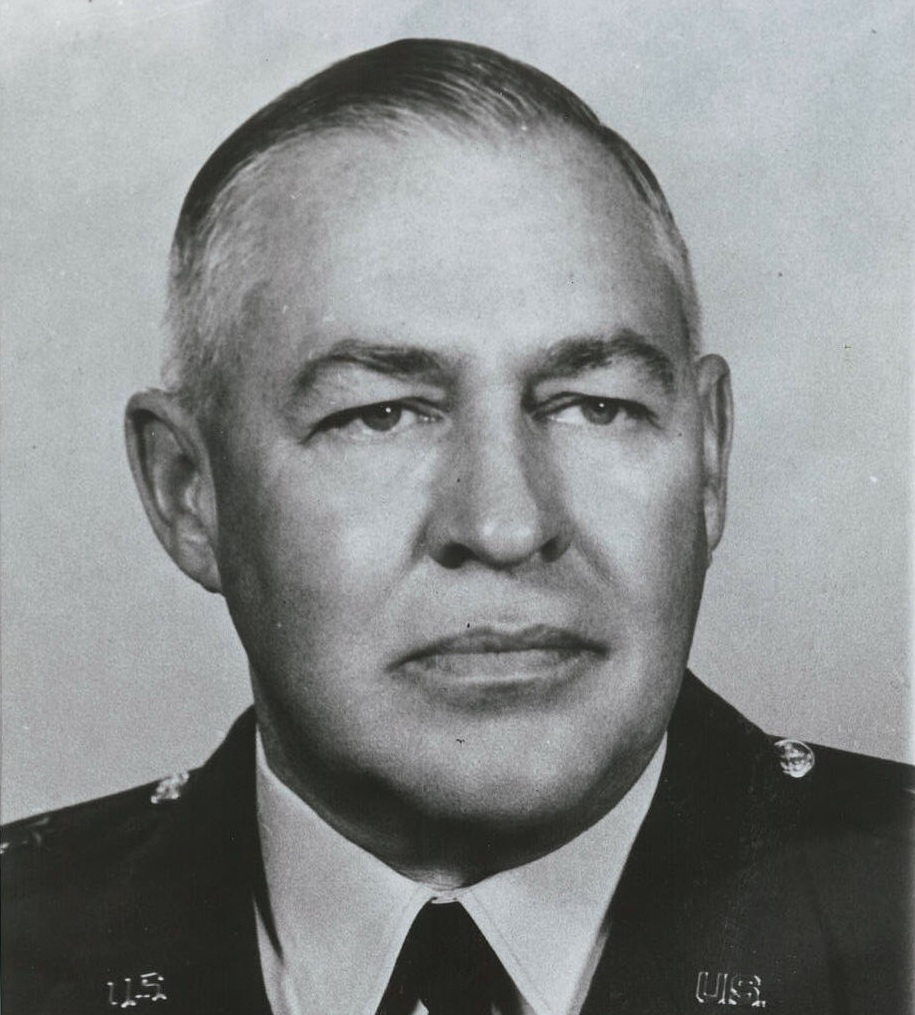
Generalleutnant George W. Read, Jr. (1958)

George Windle Read, Jr. (* 29. Juli 1900 in Fort Grant, Arizona; †  15. Dezember 1974 in Fort Ord, Kalifornien) war ein US-amerikanischer Offizier der US Army, der unter anderem als Generalleutnant von 1957 bis 1960 Kommandeur der Zweiten US-Armee (Second US Army) war.

## Leben

### Erster Weltkrieg, Offizier und Zwischenkriegszeit
George Windle Read, Jr. war der Sohn von Generalmajor George Windle Read, der während des Ersten Weltkrieges einer der maßgeblichen Kommandeur der Amerikanischen Expeditionsstreitkräfte AEF (American Expeditionary Forces) war, und von Burton Young Read, deren Vater Generalleutnant Samuel Baldwin Marks Young zwischen 1903 und 1904 erster Chef des Generalstabes des Heeres (Chief of Staff of the Army) war. Nach dem Kriegseintritt der USA in den Ersten Weltkrieg trat er im Mai 1917 als Freiwilliger in die US Army ein und diente im 15. Kavallerieregiment (15th Cavalry Regiment), der 30. Infanteriedivision (30th Infantry Division) sowie der 42. Infanteriedivision (42nd Infantry Division), in der er zuletzt zum Sergeant befördert wurde.
1919 trat Read als Berufssoldat mit dem Dienstgrad eines Leutnants (Second Lieutenant) in die Infanterie der US Army ein. Er wechselte bald darauf zur Kavallerie und absolvierte 1921 den Grundlehrgang der Kavallerieschule (US Army Cavalry School). In den 1920er und 1930er fand er zahlreiche Verwendungen im In- und Ausland wie zum Beispiel zwischen Oktober 1922 und November 1924 als Adjutant seines Vaters, der zu der Zeit Kommandierender General der Philippinen-Abteilung der US Army (Commanding General Philippine Department) war. Er war zudem Polo-Spieler und spielte in verschiedenen Mannschaften, die von der US Army unterstützt wurden. Nachdem er 1937 den regulären Lehrgang der US Army Cavalry School besucht hatte, diente er im Mittleren Osten als Beobachter im Völkerbundsmandatsgebiet Palästina sowie als Mitglied des Streitkräfteausschusses (Armored Force Board) in Ägypten.

### Zweiter Weltkrieg

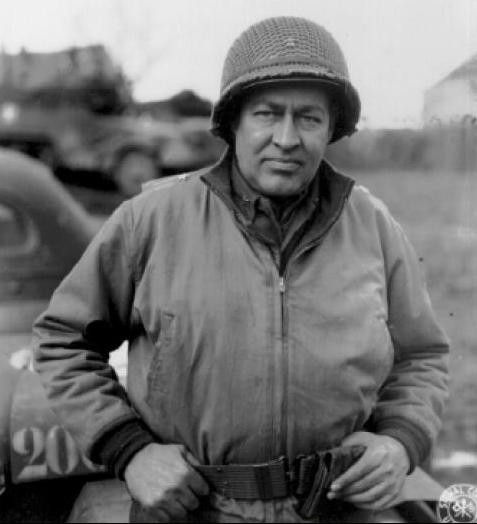
Brigadegeneral George W. Read, Jr. (1944)

Nachdem George W. Read, Jr., 1941 das Command and General Staff School (CGSC) in Fort Leavenworth besucht hatte, wurde er am 15. September 1941 Oberstleutnant der Army of the United States (AUS), die der Eingliederung von Wehrpflichtigen in den Dienst dient, die den professionellen Kern der Bodenstreitkräfte (United States Army) ergänzen sollen. Im Anschluss wurde er zur 6. Panzerdivision (6th Armored Division) versetzt und blieb diesem Verband bis September 1945 verbunden. Er war zunächst zwischen 1942 und 1943 Assistierender Chef des Stabes der 6. Panzerdivision für Ausbildung und Operationen (Assistant Chief of Staff for Training and Operations (G-3)) und als solcher am 2. Juli 1942 Oberst der Army of the United States. Am 1. Juli 1943 wurde er zum Oberstleutnant (Lieutenant-Colonel) befördert und daraufhin Kommandeur (Commanding Officer) des 68.  Panzerregiments (68th Tank Regiment). Kurz darauf übernahm er von 1943 bis zum 24. Februar 1945 den Posten als Kommandeur des Kampfkommandos B der nunmehr in Nordwesteuropa eingesetzten 6. Panzerdivision (Combat Command B, 6th Armored Division) und erhielt in der Zeit am 11. Januar 1945 seine Ernennung zum Brigadegeneral der Army of the United States, woraufhin er zwischen dem 24. Februar und dem 30. April 1945 stellvertretender Kommandeur (Assistant Commander) der 6. Panzerdivision war.
Als Nachfolger von Generalmajor Robert W. Grow war Brigadegeneral George W. Read vom 30. April bis zum 31. Mai 1945 erstmals Kommandeur (Commanding General) der 6. Panzerdivision und wurde am 1. Juni 1945 wiederum von Generalmajor Robert W. Grow abgelöst. Danach löste Brigadegeneral Read	am 1. Juli 1945 abermals Generalmajor Grow als Kommandeur ab und bekleidete diesen Posten bis zur Auflösung der 6. Panzerdivision am 18. September 1945. Für seine Verdienste im Zweiten Weltkrieg wurde er 1945 mit dem Silver Star sowie 1946 erstmals mit der Army Distinguished Service Medal ausgezeichnet.

### Nachkriegszeit und Aufstieg zum Generalleutnant

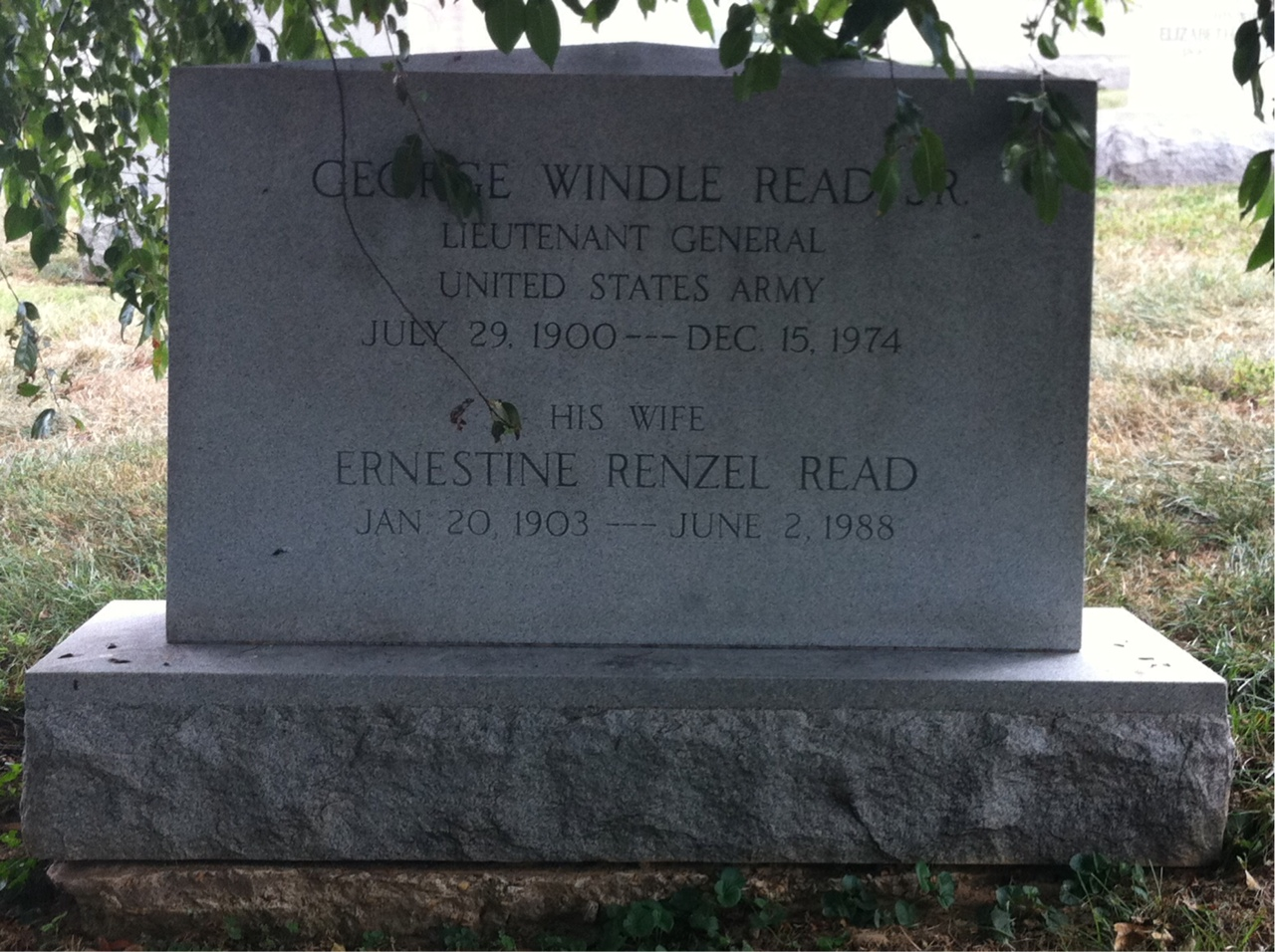
Grabstätte von Generalleutnant Read auf dem Nationalfriedhof Arlington.

Nach Kriegsende wurde Read Präsident des Dritten Ausschusses für Bodentruppen (Army Ground Forces Board 3) in Fort Benning. Die Armee schuf zu dieser Zeit mehrere Ausschüsse für Bodentruppen, um neue Waffen und Ausrüstung zu testen und Beschaffungsempfehlungen abzugeben. Am 31. Januar 1946 entfiel seine Berufung zum Brigadegeneral der Army of the United States. 1948 wurde er nach Deutschland versetzt und fungierte dort zunächst bis 1950 als Stellvertretender Chef des Stabes für Logistik (Deputy Chief of Staff for Logistics, G-4) der US Constabulary, eine von 1946 bis 1952 bestehende Polizeitruppe der US Army in Form einer Gendarmerie, sowie danach Kommandeur der dortigen 1st US Constabulary Brigade, die am 24. November 1950 außer Dienst gestellt wurde. Er war zwischen Januar und März 1952 kurzzeitig Chef des Stabes des in Frankfurt am Main stationierten V. US-Korps (Chief of Staff, V Corps) sowie im Anschluss von April 1952 bis April 1953 Kommandeur der 2. US-Panzerdivision (Commanding General, 2nd Armored Division), der sogenannten „Hell on Wheels“. Nach seiner Rückkehr in die USA war er zwischen 1953 und 1955 Kommandant des Panzerzentrums und der Schule der Panzertruppe (US Army Armor Center & School) in Fort Knox. Danach war er von 1955 bis 1957 Oberkommandierender der Alliierten Landstreitkräfte der NATO in Südosteuropa LANDSOUTHEAST (Allied Land Forces Southeastern Europe), ein Teil der Alliierten Streitkräfte der NATO in Südeuropa AFSOUTH (Allied Forces Southern Europe).
Zuletzt löste George W. Read als Generalleutnant (Lieutenant General) am 16. Oktober 1957 Generalleutnant Charles E. Hart als Kommandeur der Zweiten US-Armee (Second US Army) ab und behielt diese Funktion bis zu seinem Ausscheiden aus dem aktiven Militärdienst am 31. Juli 1960, woraufhin Generalleutnant Ridgely Gaither seine dortige Nachfolge antrat. Im August 1960 trat er in den Ruhestand und wurde für seine Verdienste mit dem Legion of Merit sowie am 12. August 1960 erneut mit der Army Distinguished Service Medal ausgezeichnet. Er war mit Ernestine Eaton Renzel Read (1903–1988) verheiratet und wurde nach seinem Tode auf dem Nationalfriedhof Arlington beigesetzt.

## Auszeichnungen
Auswahl der Auszeichnungen, sortiert in Anlehnung der Order of Precedence of Military Awards:
- Army Distinguished Service Medal (2×)
- Silver Star
- Legion of Merit